# Кошаркашка репрезентација Аргентине
Кошаркашка репрезентација Аргентине је кошаркашки тим који представља Аргентину на међународним кошаркашким такмичењима. Прву и до сада једину титулу на светским првенствима су освојили 1950. Победници су и олимпијског кошаркашког турнира 2004. и освајачи Дијамантске лопте 2008. Тренутно су први на Фибиној ранг листи.

## Занимљивости
- Емануел Ђинобили је 2003, са Сан Антонио Спарсима постао први аргентински кошаркаш, освајач шампионског прстена НБА лиге, и заузео значајно место у историји аргентинске кошарке. Он је уједно и једини играч у историји који је освојио НБА титулу, олимпијско злато и Евролигу.

## Учешће на међународним такмичењима

### Олимпијске игре
| Година | Пласман | Турнир                      | Домаћин              |
| ------ | ------- | --------------------------- | -------------------- |
| 1936.  | -       | Летње олимпијске игре 1936. | Немачка              |
| 1948.  | 15.     | Летње олимпијске игре 1948. | Уједињено Краљевство |
| 1952.  | 4.      | Летње олимпијске игре 1952. | Финска               |
| 1956.  | -       | Летње олимпијске игре 1956. | Аустралија           |
| 1960.  | -       | Летње олимпијске игре 1960. | Италија              |
| 1964.  | -       | Летње олимпијске игре 1964. | Јапан                |
| 1968.  | -       | Летње олимпијске игре 1968. | Мексико              |
| 1972.  | -       | Летње олимпијске игре 1972. | Немачка              |
| 1976.  | -       | Летње олимпијске игре 1976. | Канада               |
| 1980.  | -       | Летње олимпијске игре 1980. | Совјетски Савез      |
| 1984.  | -       | Летње олимпијске игре 1984. | САД                  |
| 1988.  | -       | Летње олимпијске игре 1988. | Јужна Кореја         |
| 1992.  | -       | Летње олимпијске игре 1992. | Шпанија              |
| 1996.  | 9.      | Летње олимпијске игре 1996. | САД                  |
| 2000.  | -       | Летње олимпијске игре 2000. | Аустралија           |
| 2004.  | 1.      | Летње олимпијске игре 2004. | Грчка                |
| 2008.  | 3.      | Летње олимпијске игре 2008. | Кина                 |
| 2012.  | 4.      | Летње олимпијске игре 2012. | Уједињено Краљевство |
| 2012.  | 8.      | Летње олимпијске игре 2016. | Бразил               |

## ФИБА Светска првенства
- Светско првенство у кошарци 1950.: 1. место
- Светско првенство у кошарци 1959.: 10. место
- Светско првенство у кошарци 1963.: 8. место
- Светско првенство у кошарци 1967.: 6. место
- Светско првенство у кошарци 1974.: 11. место
- Светско првенство у кошарци 1986.: 12. место
- Светско првенство у кошарци 1990.: 8. место
- Светско првенство у кошарци 1994.: 9. место
- Светско првенство у кошарци 1998.: 8. место
- Светско првенство у кошарци 2002.: 2. место
- Светско првенство у кошарци 2006.: 4. место
- Светско првенство у кошарци 2010.: 5. место
- Светско првенство у кошарци 2014.: 11. место
- Светско првенство у кошарци 2019.: 2. место

Шаблон:СП50АРГк

## Тренутни састав
- Састав за Светско првенство у кошарци 2014.